# Socialdemokratiet
Socialdemokratiet är ett socialdemokratiskt politiskt parti i Danmark som bildades år 1871. Åren 2002–2016 var partiets namn Socialdemokraterne. Partiet använder sig vanligen av förkortningen A i valtider, men även S förekommer som akronym. I valet 1924 blev Socialdemokratiet Danmarks största parti med 36,6 procent av rösterna och partiet bildade Danmarks första socialdemokratiska regering under statsminister Thorvald Stauning.
Partiet är medlem i Europeiska socialdemokratiska partiet samt Socialistinternationalen.

## Historia
Danmarks socialdemokratiska parti grundades hösten 1871 av Louis Pio, Harald Brix och Paul Geleff. Syftet var att organisera de snabbt växande arbetarklassen på en demokratisk, socialistisk grund. Sedan mitten av 1800-talet hade Danmark varit i en process av industrialisering och landsbygdsbefolkningen flyttade till städerna och blev arbetare. Socialdemokraterna har sina rötter i kravet att ge dessa människor rättvisa livsvillkor och demokratiska rättigheter.
År 1884 fick socialdemokraterna sina två första parlamentsledamöter, Peter Thygesen Holm och Christen Hørdum.
År 1919 splittrades den danska socialdemokratin i en reformistisk och en revolutionär gren. Utbrytarfalangen bildade Venstresocialistiske Parti som 1920 bytte namn till Danmarks kommunistiske parti (DKP). Hela socialdemokratins ungdomssektion fick byggas upp på nytt. Danmarks Socialdemokratiske Ungdom (DSU) bildades 1920.
Vid det allmänna valet till Folketinget 1924 blev socialdemokraterna största parti med 36,6 procent av rösterna och bildade för första gången en regering med Thorvald Stauning som statsminister. Han tillsatte den första kvinnliga ministern, Nina Bang, samma år, vilket var nio år efter det att kvinnor fick rösträtt i Danmark. Under den tyska ockupationen av Danmark under andra världskriget satt socialdemokraterna kvar i regeringen och samarbetade med de tyska ockupanterna.
Från 1924 till 1982 innehade socialdemokraterna, med några få undantag, regeringsmakten och kunde därmed påverka det danska samhället på nästan alla områden. Socialdemokraterna var även under perioden Danmarks enskilt största parti.
Sedan dess har socialdemokraterna innehaft regeringsmakten från 25 januari 1993 till 27 november 2001 med Poul Nyrup Rasmussen som statsminister och från 3 oktober 2011 till 28 juni 2015 med Helle Thorning-Schmidt som statsminister.

## Ideologi
Socialdemokraterna i Danmark har sina rötter i den internationella arbetarrörelsen och partiets ideologi bygger på den reformistiska, demokratiskt socialistiska och internationalistiska traditionen som skall främja frihet, jämlikhet och solidaritet. I likhet med många andra socialdemokratiska och socialistiska rörelser har även socialdemokratin i Danmark betonat vikten av gemensam politisk organisering, i syfte att samla stora grupper av människor för att uppnå politisk förändring. I centrum står människan och välfärden. Målet är enligt partiet att ge individen friheten och förtroendet att använda sin förmåga till att förverkliga sig och sina drömmar, att säkerställa allas lika rätt, oavsett social status, religiös övertygelse eller etnisk bakgrund, att leva i ett rättvist demokratiskt samhälle som tar social, miljömässig och ekonomisk hänsyn för en hållbar framtid.

### Partisymbol

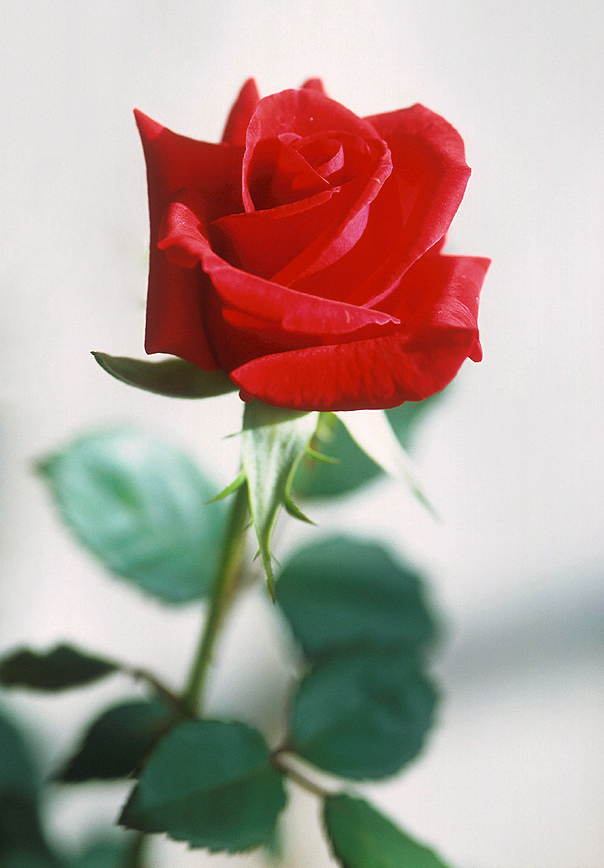
Liksom de flesta andra socialdemokratiska partier har Socialdemokraterne en röd ros som partisymbol.

De socialdemokratiska partierna har traditionellt en röd ros som partisymbol. I Danmark börjar rosens logotyp-historia på 1970-talet då socialdemokraterna kopierade det franska socialistpartiets logotyp.
Rosen är fylld med ideologiska föreställningar där rosens olika beståndsdelar och förskaffenhet har olika betydelser:
- Kronbladen står för gemenskap
- Den röda färgen för socialism
- Bräckligheten för skyddet av de utsatta/svaga
- Törnen är för kampen
- Förmågan att växa står för tillväxt
- Formen för mångfald
- Växten som sådan visar på hänsyn till naturen
- Dess skönhet står för kultur

## Förhållandet till LO
Fram till mitten av 1990-talet hade socialdemokraterna rätt att utse två ledamöter av LO:s verkställande utskott och LO hade möjlighet att utse två ledamöter till socialdemokraternas motsvarighet. I dag finns inte denna möjlighet och de formella banden mellan LO och socialdemokraterna är upplösta, men även om den nära organisatoriska kopplingen är borta fortsätter LO och socialdemokraterna att samarbeta tillsammans.

## Partiledare
| • Louis Pio           | 1871 – 1872 |
| • Carl Würtz          | 1872 – 1873 |
| • Ernst Wilhelm Klein | 1874 – 1875 |
| • Louis Pio           | 1875 – 1877 |
| • Christen Hørdum     | 1877 – 1877 |
| • A.C. Meyer          | 1878 – 1878 |
| • Saxo W. Wiegell     | 1878 – 1879 |
| • Christen Hørdum     | 1880 – 1882 |
| • P. Knudsen          | 1882 – 1910 |
| • Thorvald Stauning   | 1910 – 1939 |
| • Hans Hedtoft        | 1939 – 1941 |

| • Alsing Andersen        | 1941 – 1945 |
| • Hans Hedtoft           | 1945 – 1955 |
| • H.C. Hansen            | 1955 – 1960 |
| • Viggo Kampmann         | 1960 – 1962 |
| • Jens Otto Krag         | 1962 – 1972 |
| • Anker Jørgensen        | 1972 – 1987 |
| • Svend Auken            | 1987 – 1992 |
| • Poul Nyrup Rasmussen   | 1992 – 2002 |
| • Mogens Lykketoft       | 2002 – 2005 |
| • Helle Thorning-Schmidt | 2005 – 2015 |
| • Mette Frederiksen      | 2015 –      |

## Framträdande kvinnor

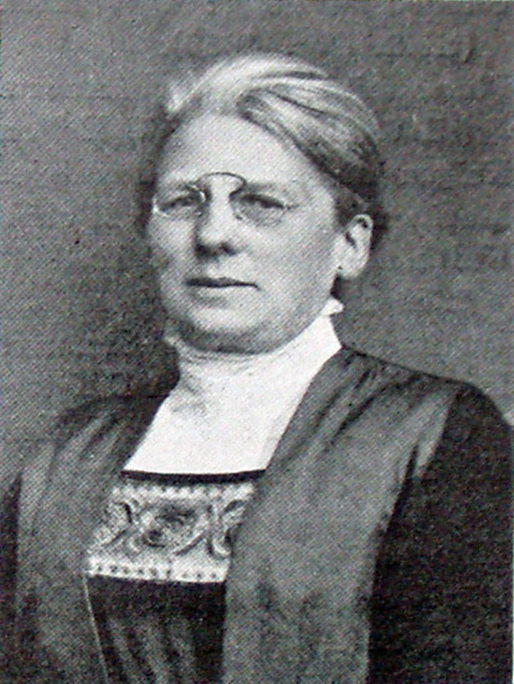
Nina Bang var Danmarks första kvinnliga minister.

- Nina Bang, socialdemokrat, var den första kvinnliga ministern i en dansk regering.
- Fanny Jensen, fackförbundsordförande och minister utan portfölj 1947-1950
- Ingeborg Hansen, världens första kvinnliga talman.
- Camma Larsen-Ledet, familjeminister 1966-1968 och en av Danmarks och partiets första kvinnliga borgmästare.
- Helle Degn, socialdemokrat, var den första kvinnan som uppnått 25-årsjubileum i Folketinget. Detta skedde 1998.
- Ritt Bjerregaard, socialdemokrat, var minister under Anker Jørgensen och Poul Nyrup Rasmussen - liksom EU-kommissionär och senare borgmästare i Köpenhamn.
- Helle Thorning-Schmidt, socialdemokrat, var partiets första kvinnliga partiledare och landets första kvinnliga statsminister 2011-2015.
- Mette Frederiksen, socialdemokrat, partiledare och statsminister från 2019 och framåt.

## Valresultat

### Folketinget
I valet 2001 fick socialdemokraterna 1 003 323 röster vilket motsvarade 29,1 % av valmanskåren. Vid de allmänna valen 2005 backade partiet och fick 867 350 röster, vilket motsvarar 25,8 procent av valmanskåren och gav partiet 47 platser i det nationella parlamentet, Folketinget. Socialdemokraterna är numera Folketingets näst största parti efter det högerliberala partiet Venstre. Efter valet 2005 valde socialdemokraterna en ny partiledare, Helle Thorning-Schmidt, som var statsministerkandidaten det nästkommande valet. I valet 2007 backade socialdemokraterna ytterligare, om än bara några hundradelar, till 25,5 procent av valmanskårens röster och erhöll 45 platser i parlamentet. Man förblev det nästa största partiet.
| Folketingsval       | Antal röster | Procent      | Mandattilldelning |  | Regeringar med socialdemokratiskt deltagande under mandatperioden |  |
| 1901                | 38.398       | 17,8 procent | 14 mandat         |  |                                                                   |  |
| 1905                | 48.117       | 21,0 procent | 16 mandat         |  |                                                                   |  |
| 1906                | 76.612       | 25,4 procent | 24 mandat         |  |                                                                   |  |
| 1909                | 93.079       | 29,0 procent | 24 mandat         |  |                                                                   |  |
| 1910                | 98.718       | 28,3 procent | 24 mandat         |  |                                                                   |  |
| 1913                | 107.365      | 29,6 procent | 32 mandat         |  |                                                                   |  |
| 1915                |              |              | 32 mandat         |  |                                                                   |  |
| 1918                | 262.796      | 28,7 procent | 39 mandat         |  |                                                                   |  |
| 1920 (26 april)     | 300.345      | 29,2 procent | 42 mandat         |  |                                                                   |  |
| 1920 (6 juli)       | 285.166      | 29,8 procent | 42 mandat         |  |                                                                   |  |
| 1920 (21 september) | 389.653      | 32,2 procent | 48 mandat         |  |                                                                   |  |
| 1924                | 469.949      | 36,6 procent | 55 mandat         |  | Stauning I                                                        |  |
| 1926                | 497.106      | 37,2 procent | 53 mandat         |  |                                                                   |  |
| 1929                | 593.191      | 41,8 procent | 61 mandat         |  | Stauning II                                                       |  |
| 1932                | 660.839      | 42,7 procent | 52 mandat         |  | Stauning II                                                       |  |
| 1935                | 759.102      | 46,4 procent | 68 mandat         |  | Stauning III                                                      |  |
| 1939                | 729.619      | 42,9 procent | 64 mandat         |  | Stauning IV, Stauning V, Stauning VI, Buhl I                      |  |
| 1943                | 894.632      | 44,5 procent | 66 mandat         |  | Buhl II, även känd som Befrielseregeringen                        |  |
| 1945                | 671.755      | 32,8 procent | 48 mandat         |  |                                                                   |  |
| 1947                | 836.231      | 41,2 procent | 57 mandat         |  | Hedtoft I                                                         |  |
| 1950                | 813.224      | 39,6 procent | 59 mandat         |  |                                                                   |  |
| 1953 (21 april)     | 836.231      | 40,4 procent | 61 mandat         |  |                                                                   |  |
| 1953 (21 september) | 894.913      | 41,3 procent | 74 mandat         |  | Hedtoft II, Hansen I                                              |  |
| 1957                | 910.170      | 39,4 procent | 70 mandat         |  | Hansen II, även känd som Trekantregeringen.                       |  |
| 1960                | 1.023.794    | 42,1 procent | 76 mandat         |  | Kampmann I, Kampmann II, Krag I                                   |  |
| 1964                | 1.103.667    | 41,9 procent | 76 mandat         |  | Krag II                                                           |  |
| 1966                | 1.068.911    | 38,2 procent | 69 mandat         |  | Krag II, även känd som Det røde kabinet                           |  |
| 1968                | 974.833      | 34,2 procent | 62 mandat         |  |                                                                   |  |
| 1971                | 1.074.777    | 37,3 procent | 70 mandat         |  | Krag III, Jørgensen I                                             |  |
| 1973                | 783.145      | 25,6 procent | 46 mandat         |  |                                                                   |  |
| 1975                | 913.155      | 29,9 procent | 53 mandat         |  | Jørgensen II                                                      |  |
| 1977                | 1.150.355    | 37,0 procent | 65 mandat         |  | Jørgensen II, Jørgensen III, även känd som SV-regeringen          |  |
| 1979                | 1.213.456    | 38,3 procent | 68 mandat         |  | Jørgensen IV                                                      |  |
| 1981                | 1.026.726    | 32,9 procent | 59 mandat         |  | Jørgensen V                                                       |  |
| 1984                | 1.062.561    | 31,6 procent | 56 mandat         |  |                                                                   |  |
| 1987                | 985.906      | 29,3 procent | 54 mandat         |  |                                                                   |  |
| 1988                | 992.682      | 39,8 procent | 55 mandat         |  |                                                                   |  |
| 1990                | 1.221.121    | 37,4 procent | 69 mandat         |  | Rasmussen I, även känd som Rødkløverregeringen                    |  |
| 1994                | 1.150.048    | 34,6 procent | 62 mandat         |  | Rasmussen II, Rasmussen III, även känd som SR-regeringen          |  |
| 1998                | 1.223.620    | 35,9 procent | 63 mandat         |  | Rasmussen IV, även känd som SR-regeringen.                        |  |
| 2001                | 1.003.023    | 29,1 procent | 52 mandat         |  |                                                                   |  |
| 2005                | 867.350      | 25,8 procent | 47 mandat         |  |                                                                   |  |
| 2007                | 881.037      | 25,5 procent | 45 mandat         |  |                                                                   |  |
| 2011                | 881.534      | 24,9 procent | 44 mandat         |  | Thorning-Schmidt I, Thorning-Schmidt II                           |  |
| 2015                | 924.940      | 26,3 procent | 47 mandat         |  |                                                                   |  |
| 2019                | 915.393      | 25,9 procent | 48 mandat         |  | Frederiksen I                                                     |  |
| 2022                | 971.995      | 27,5 procent | 50 mandat         |  | Frederiksen II                                                    |  |

### Regeringsmakten
Danmark har historiskt haft väldigt många regeringsbildningar byggda på koalitioner av flera partier. Sedan kvinnorna fick rösträtt i Danmark 1915 har 44 regeringsbildningar skett, vilket motsvarar ungefär en ny regeringsbildning vartannat år. Motsvarande siffra för exempelvis Sverige är 33 regeringsbildningar, vilket motsvarar ungefär en regeringsbildning vart tredje år.
Under vissa tider i dansk regeringshistoria har det varit mer turbulent än annars och många nyval har genomförts i historien.

#### Thorvald Stauning

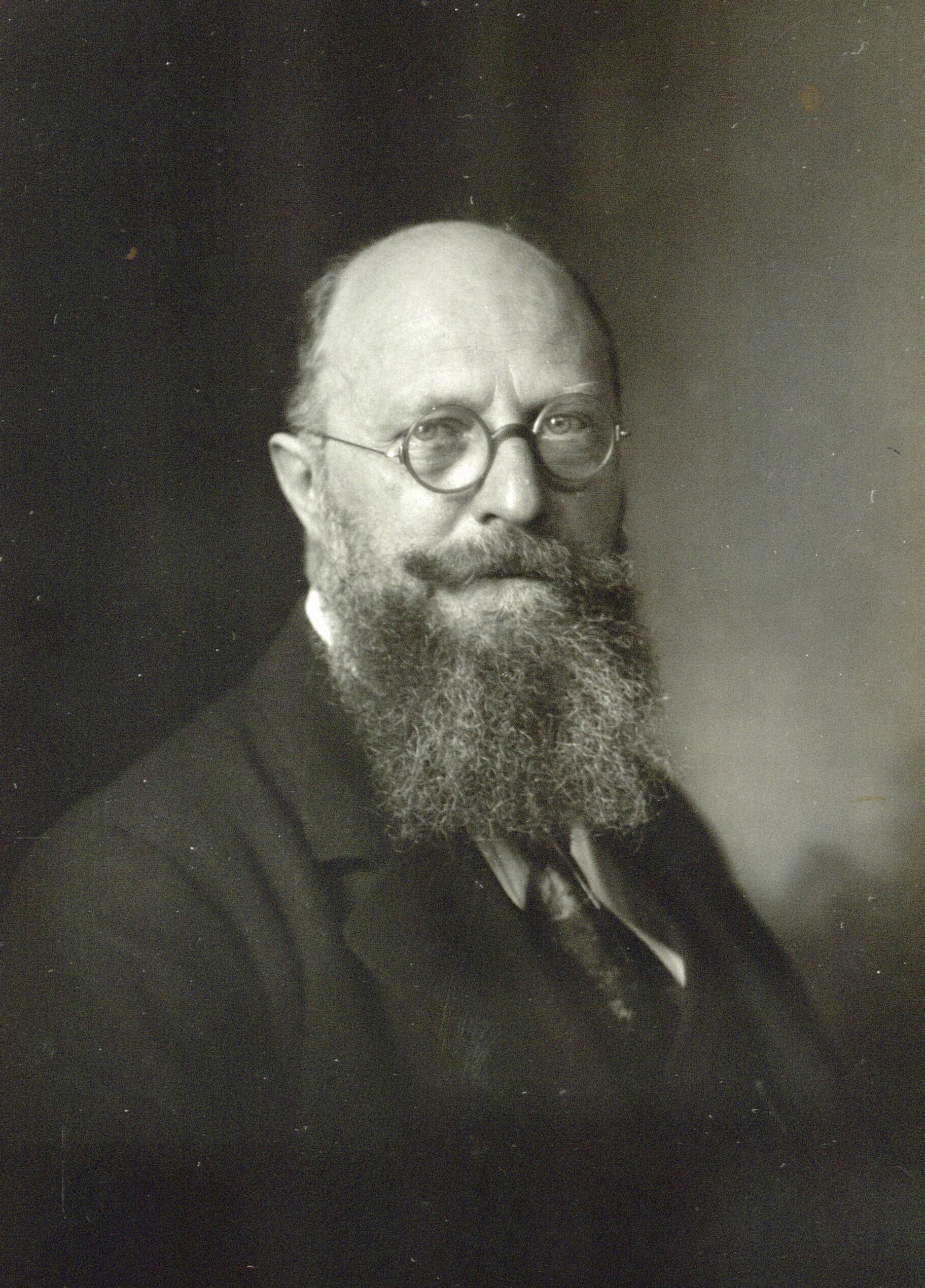
Thorvald Stauning på 1920-talet. Stauning var Danmarks första socialdemokratiska statsminister.

Stauning I (23 april 1924 - 14 december 1926)
I folketingsvalet 1924 blev socialdemokraterna största parti efter att ha ökat med 7 mandat från 48 till 55 stycken. Nu bildas Danmarks första socialdemokratiska regering med Thorvald Stauning som statsminister. Danmarks första kvinnliga minister utses Nina Bang. Hon blir utnämnd till utbildningsminister (Undervisningsminister). I Folketinget fick regeringen stöd av Det Radikale Venstre, men eftersom Venstre och Det konservative Folkepartiet hade majoritet i Landstinget behövdes kompromisser. 
Under regeringstiden rådde ekonomisk kris och när valrörelsen kom redan två år efter regeringsbildandet blev det svårt att behålla makten.
Stauning II (30 april 1929 - 4 november 1935)
I valet 1929 hade socialdemokraterna för första gången passerat 41,8 procent i väljarstöd. Nu bildar socialdemokratiet och Det radikale Venstre regering, även kallat Ministeriet Stauning-Munch.
Stauning III (4 november 1935 - 15 september 1939)
I valet 1935 når socialdemokraterna sitt bästa valresultat någonsin med ett väljarstöd på 46,4 procent. Socialdemokraterne och Det Radikale Venstre bildar regering.
Stauning IV (15 september 1939 - 10 april 1940)
Socialdemokraterne och Det Radikale Venstre bildar regering.
Stauning V (10 april 1940 - 8 juli 1940) och Stauning VI (8 juli 1940 - 4 maj 1942)
År 1940 bildas en samlingsregering bestående av Socialdemokratiet, Venstre, Det Konservative Folkeparti och Det Radikale Venstre. Men det var turbulent och dröjde inte länge innan regeringen var tvungen att ombildas.

#### Vilhelm Buhl

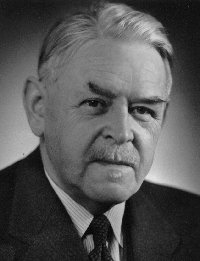
Vilhelm Buhl ledde den så kallade Befrielseregeringen efter Andra världskriget.

Buhl I (4 maj 1942 - 9 november 1942)
Fortsatt samlingsrigering mellan Socialdemokratiet, Det Radikale Venstre, Venstre og Det Konservative Folkeparti. Efter påtryckningar från tysk sida var Vilhelm Buhl (S) tvungen att lämna statsministerposten och efterträddes av Erik Scavenius (RV).
Buhl II (5 maj 1945 - 7 november 1945)
År 1945 tillträder regeringen Buhl II vilken är den så kallade Befrielseregeringen. I den nya samlingsregeringen består av förutom tidigare partier nu även Dansk Samling och Danmarks Kommunistiske Parti. Efter Folketingsvalet 1945 avgår Buhl efter valförlust där socialdemokraterna backar från 44,5 procent till 32,8 procent.

#### Hans Hedtoft
Hedtoft I (13 november 1947 - 30 oktober 1950)
År 1947 tillträdde för första gången på 23 år en helt socialdemokratisk regering. Hans Hedtofts regeringsbildning följde av en rad (sju stycken) regeringsombildningar under sina nära tre år.
Hedtoft II (30 september 1953 - 1 februari 1955)
Med 41,3 procent av väljarnas röster bildas regeringen Hedtoft II som var en helt socialdemokratisk dominerad regering. Under sina år var det färre ombildningar än vid den första (två stycken). Statsministerposten togs över av H.C. Hansen efter att hastigt avlidit i en hjärtattack under ett möte med Nordiska rådet i Stockholm. 

#### H.C. Hansen
Hansen I (1 februari 1955 - 28 maj 1957)
Efter att Hedtoft hastigt avlidit i Stockholm tar H.C. Hansen över som statsminister. Under hans ministär inträffade stora demonstrationer (år 1956) och en statlig pension infördes.
Hansen II (28 maj 1957 - 21 februari 1960)
Hansen II tillträder som den så kallade Trekantsregeringen som är en koalitionsregering mellan Socialdemokraterna, Det Radikale Venstre och Danmarks Retsforbund. Under hösten 1957 såg Hansen till att kärnvapen befann sig på dansk mark (på Grönland, som vid tiden var ett danskt län). Bara månaderna innan hade det på Hansens affischer stått: H.C. Hansen siger nej til atomvåben i Danmark.

#### Viggo Kampmann
Kampmann I (21 februari - 18 november 1960)
Viggo Kampmann tog över efter H.C. Hansen som avlidit i cancer 19 februari 1960. Ministären blev kortlivad, bara 11 månader.
Kampmann II (18 november 1960 - 3 september 1962)
År 1960 gör socialdemokraterna sitt bästa val sedan 1939 och bildar regering tillsammans med Det Radikale Venstre.

#### Jens Otto Krag

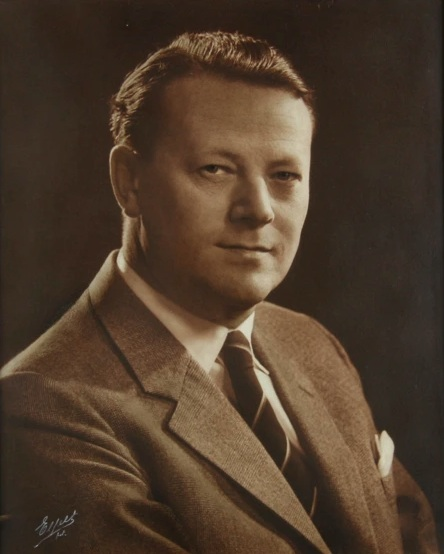
Jens Otto Krag var en av huvudmännen bakom efterkrigsprogrammet Fremtidens Danmark och regeringsbildare av det så kallade Det røde kabinet.

Krag I (3 september 1962 - 26 september 1964)
Jens Otto Krag, huvudman bakom danska socialdemokraternas efterkrigsprogram Fremtidens Danmark, bildar regering tillsammans med Det Radikale Venstre. J.O. Krag var en ivrig anhängare av dansk Europapolitik vilket kom att få betydelse för den danska socialdemokratin dryga decenniet senare.
Krag II (26 september 1964 - 2 februari 1968)
Före Folketingsvalet 1966 hade Krag förklarat att han aldrig kommer att bilda regering ensam med Socialistisk Folkeparti (SF). I valet drabbades socialdemokraterna av ett svidande nederlag och backat med 7 mandat, men tack vare att SF ökade i samma val med 10 mandat kunde man för första gången någonsin bilda en majoritet i Folketinget. Den socialdemokratiska minoritetsregering med stöd av SF kom att kallas Det røde kabinet (Det röda kabinettet). I en intervju sade Krag om svängningen i hållning mot SF: Man har et standpunkt til man tager et nyt.
Krag III (11 oktober 1971 - 5 oktober 1972)
J.O. Krag bildade åter en socialdemokratisk regering efter några år i opposition. Efter folkomröstningen om EU-medlemskapet (dåvarande EG) överraskade Krag nästan alla med att avgå dagen efter valet.

#### Anker Jørgensen
Under Anker Jørgensen regeringsinnehav ägde de två oljekriserna rum, ena 1973 och andra 1980. Den efterföljande internationella nedgången på 1970-talet innebar bland annat stigande arbetslöshet i Danmark. Samtidigt fortsatte de offentliga utgifterna att öka, och detta resulterade i att underskottet i de statliga finanserna steg med en ökad utlandsupplåning som följd. Den ökande skuldbördan innebar, tillsammans med flera devalveringar, stigande arbetslöshet och räntor, och den automatiska uppräkningen av lönerna, att ekonomin under 1970-talet blev ännu sämre. Regeringen försökte flera olika strategier, däribland inkomstpolitiska åtgärder, som dock inte var tillräckligt för att möta krisen. Detta återspeglades delvis genom den oenighet som rådde inom regeringen och bland stödpartierna, motståndet från fackföreningarna att avveckla den automatiska löneuppräkningen. Under Anker Jørgensens regeringstid upprättades en fond för löneuppräkningen och förtidspensionering infördes.
Jørgensen I (5 oktober 1972 - 6 december 1973)
Anker Jørgensen regering hade karaktären av en expeditionsregering som väntade på att bli avlöst av en ny regering.
Jørgensen II (13 februari 1975 - 30 augusti 1978)
Jørgensen kunde åter bilda regering 1975 efter en svag återhämtning från föregående Folketingsvalet. Partiet hamnade strax under 30 procent av rösterna i valet. Regeringen hade flera ombildningar (fem stycken) under sina knappa tre år.
Jørgensen III (30 augusti 1978 - 26 oktober 1979)
År 1978 bildades den så kallade SV-regeringen. Det är första och enda gången som Socialdemokratiet och Venstre bildat regering tillsammans, bortsett från samlingsregeringarna under och efter Andra världskriget.
Jørgensen IV (26 oktober 1979 - 30 december 1981)
I valet 1979 gjorde Socialdemokraterna sitt bästa val sedan 1964 och bildade regering med 38,1 procent av väljarkårens stöd. Bland annat förtidspensionen (1979) införs under regeringsperioden.
Jørgensen V (30 december 1981 - 10 september 1982)

#### Poul Nyrup Rasmussen

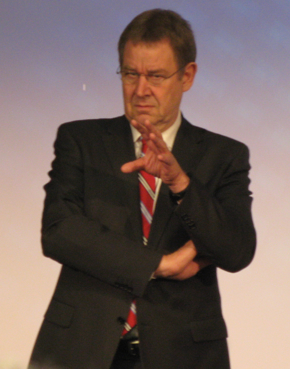
Poul Nyrup Rasmussen

Poul Nyrup Rasmussen förde socialdemokratiska partiets politik allt längre åt mitten och var med och skilde på Socialdemokraterna och danska LO i mitten på 1990-talet. I valet 2001 ledde han socialdemokraterna i ett svidande valnederlag (29,1 procent) och det sämsta valresultatet sedan 1973. Valrörelsen hade kretsat kring invandringsfrågan och efter ett försök att förnya partiet och dess partitopp lämnade Poul Nyrup Rasmussen, 2002, över stafettpinnen till Mogens Lykketoft.
Rasmussen I (25 januari 1993 - 27 september 1994)
År 1993 bildade Poul Nyrup Rasmussen en koalitionsregering bestående av Socialdemokraterne, Radikale Venstre, Centrum-Demokraterne och Kristeligt Folkeparti (nuvarande Kristendemokraterne). Regeringen kom att kallas för Rødkløverregeringen.
Rasmussen II (27 september 1994 - 30 december 1996)
I valet 1994 tappade socialdemokraterna stöd och hamnade på 34,6 procentenheter, drygt tre procentenheter lägre än föregående val. Nyrup Rasmussen bildade åter regering efter Folketingsvalet 1994 med samma koalitionspartners från föregående period bortsett från Kristendemokraterne.
Rasmussen III (30 december 1996 - 23 mars 1998)
Det skedde en regeringsombildning där Centrum-Demokraterne lämnade regeringsunderlaget. Kvar fanns Socialdemokratiet och Det Radikale Venstre, även kallat SR-regeringen.
Rasmussen IV (23 mars 1998 - 27 november 2001)
I folketingsvalet 1998 ökade socialdemokraterna något till 35,9 procent och man bildade åter regering tillsammans med Det Radikale Venstre. Under valrörelsen hade Nyrup Rasmusen lovat att inte röra pensionerna men redan samma år efter valet samma år genomfördes förändringar. Det hade även kommit upp en ny kraft i dansk politik, Dansk Folkeparti, som Nyrup Rasmussen menade var "icke-rumsrena" i och med deras inställning till invandring och Islam.

### Europaparlamentet
| Europaparlamentetsval | Antal röster | Procent      | Mandattilldelning |
| 1979                  |              | 21,9 procent | 3 mandat          |
| 1984                  |              | 19,4 procent | 3 mandat          |
| 1989                  |              | 23,3 procent | 4 mandat          |
| 1994                  |              | 15,8 procent | 3 mandat          |
| 1999                  | 324.256      | 16,5 procent | 3 mandat          |
| 2004                  | 618.412      | 32,6 procent | 5 mandat          |
| 2009                  | 503.982      | 21,5 procent | 4 mandat          |
| 2014                  | 434.894      | 19,1 procent | 3 mandat          |
| 2019                  | 592.645      | 21,5 procent | 3 mandat          |